# Слободской, Игорь Анатольевич
Игорь Анатольевич Слободской (род. 26 октября 1951, Киев) — советский и украинский актёр театра и кино. Заслуженный артист Украины (2000).

## Биография
Родился 26 октября 1951 года в Киеве.
В 1971 году окончил Киевский государственный институт театрального искусства имени Ивана Карпенко-Карого. Актёр театра-студии киноактёра киностудии имени Александра Довженко.
Супруга — актриса Татьяна Слободская (1954—2013).

## Творческая деятельность

### Фильмография
- 1976 — Предположим — ты капитан... — эпизод
- 1980 — От Буга до Вислы
- 1982 — Если враг не сдаётся…
- 1982 — Казнить не представляется возможным — эпизод
- 1982 — Ярослав Мудрый — Торд
- 1983 — Миргород и его обитатели — эпизод
- 1984 — В лесах под Ковелем
- 1984 — Два гусара — эпизод
- 1984 — Твоё мирное небо — эпизод
- 1984 — Тепло студёной земли — Джавадов
- 1985 — Как молоды мы были
- 1985 — Искушение Дон-Жуана — Герш-Цви
- 1985 — Груз без маркировки
- 1985 — Мы обвиняем — Белецкий
- 1985 — Слушать в отсеках — Алавидзе
- 1986 — Золотая цепь — Попс
- 1986 — Капитан «Пилигрима»
- 1987 — Раненые камни — Ахмат
- 1988 — Генеральная репетиция — генерал
- 1988 — Государственная граница — Азиз
- 1988 — Зона
- 1988 — Каменная душа — Гердличка
- 1990 — Дрянь — Фархат
- 1990 — Испанская актриса для русского министра
- 1990 — Яма — присяжный заседатель
- 1991 — Бухта смерти — Миша
- 1991 — Голод 33 — эпизод
- 1991 — Одиссея капитана Блада — эпизод
- 1992 — Дорога никуда
- 1992 — Цена головы — инспектор Дюфур
- 1992 — Четыре листа фанеры — кавказец
- 1993 — Грешница в маске
- 1993 — Способ убийства
- 1994 — Выкуп — эпизод
- 1995 — Двойник
- 1997 — Роксолана — Исаак
- 2005 — Золотые парни — Либерман Осип Эмильевич
- 2006 — А жизнь продолжается
- 2006 — Сотворение любви

## Награды
- Заслуженный артист Украины (2000)[1].